# Stânceni
Stânceni é uma comuna romena localizada no distrito de Mureș, na região histórica da Transilvânia. A comuna possui uma área de 124.56 km² e sua população era de 1540 habitantes segundo o censo de 2007.